# Демірчян Карен Серобович
Каре́н Серо́бович Демірчя́н (17 квітня 1932 , Єреван, Вірменська РСР, СРСР  — 27 жовтня 1999 , Єреван ) — радянський та вірменський партійний і державний діяч. Член ЦК КПРС у 1976—1989 роках. Депутат Верховної Ради СРСР 9—11-го скликань. 1998 року скликав та очолив Народну партію Вірменії, яка у складі виборчого блоку «Єдність» здобула перемогу на парламентських виборах у червні 1999 року. Тоді ж його було обрано головою Національних зборів Вірменії.

## Біографія
- 1949–1954 — навчався у Єреванському політехнічному інституті. Інженер-механік.
- 1954—1955 — інженер-конструктор у Ленінградському науково-дослідному інституті.
- Член КПРС з 1955 року.
- з 1955 року — старший майстер, начальник цеху, секретар партійного комітету Єреванського електротехнічного заводу.
- У 1961 році закінчив Вищу партійну школу при ЦК КПРС.
- 1961—1966 — головний інженер, директор Єреванського електротехнічного заводу.
- З 1966 року — секретар, потім перший секретар Єреванського міськкому КП Вірменії.
- 23 листопада 1972 – 27 листопада 1974 — секретар, 27 листопада 1974 — 21 травня 1988 — перший секретар ЦК КП Вірменії.
- з травня 1988 року — персональний пенсіонер союзного значення. Був депутатом Ради Союзу Верховної Ради СРСР 9—11-го скликань від Вірменської РСР, Верховної ради Вірменської РСР, був членом ЦК КПРС (1976—1989).
- 1988 року, коли розпочався «Карабаський рух» у Вірменії, ЦК КПРС вирішив звільнити Карена Демірчяна від посади, посилаючись на «погане здоров'я».
- Після здобуття Вірменією незалежності, у 1991—1999 роках обіймав посаду генерального директора й був головою ради ЗАТ «Вірмелектромашин» — одного з найбільших заводів Вірменії.
- 1998 — кандидат у президенти Вірменії.
- З квітня 1999 — голова блоку «Єдність».
- 30 травня 1999 — обраний депутатом парламенту, а з 10 червня 1999 — спікер парламенту Вірменії. Голова-засновник Народної партії.

27 жовтня 1999 року під час терористичного акту в будівлі парламенту Вірменії були вбиті Карен Демірчян (голова парламенту Вірменії) та Вазген Саркісян (прем'єр-міністр Вірменії).
Похований у пантеоні імені Комітаса.

## Нагороди
- Національний Герой Вірменії (27.12.1999, посмертно)
- два ордени Леніна (31.03.1981, 16.04.1982)
- орден Жовтневої Революції (27.12.1976)
- три ордени Трудового Червоного Прапора (22.08.1966, 10.11.1971, 17.07.1986)
- Медаль «За відзнаку в охороні державного кордону СРСР»
- Медаль «В пам'ять 1500-річчя Києва»
- п'ять золотих медалей ВДНГ СРСР